# 西藏七年
《西藏七年》（英語：Seven Years in Tibet），或作《西藏七年與少年達賴》（德語：Sieben Jahre in Tibet. Mein Leben am Hofe des Dalai Lama），是奥地利登山运动员、党卫军士官海因里希·哈勒根据他于1944年至1951年这七年间在西藏生活的亲身经历和政治立场写出的冒险故事。该书並非历史纪实，初版在1952年发表，德文副題直譯為「我在達賴喇嘛宮殿的生活」。

## 大眾文化

### 電影
這部小說曾兩次被搬上大銀幕，第一次是1956年，該片是紀錄片，亦把哈勒在西藏拍攝的錄影片段也加於其中。
第二次是1997年，法国导演尚-積葵·阿諾（Jean-Jacques Annaud）將此書籍改編拍摄成的同名電影，主演是荷里活影星布萊德·彼特和大衛·杜里斯等。

### 歌曲
大卫·鲍伊曾根據此書與里维斯·加布尔合作寫了一首同名歌曲，並收錄在《地球人》（Earthling）專輯中。

## 另見
哈勒的完整自傳：
- Beyond Seven Years in Tibet, My Life Before, During and After (2007)

## 外部連結
- Seven Years in Tibet The Open Critic 1956年的書評